# Сонячний (Золотухинський район)
Сонячний (рос. Солнечный) — селище в Золотухинському районі Курської області Російської Федерації.
Населення становить 2276[19] осіб. Входить до складу муніципального утворення Солнечный сельсовет.

## Історія
Населений пункт розташований на території українського етнічного та культурного краю Східна Слобожанщина.
Від 2004 року входить до складу муніципального утворення Солнечный сельсовет.

## Населення
| 2002  | 2010  | 2012  | 2013  | 2014  | 2015  | 2016  |
| ----- | ----- | ----- | ----- | ----- | ----- | ----- |
| 2594  | ↗2620 | ↘2601 | ↘2550 | ↘2516 | ↘2493 | ↘2447 |
| 2017  | 2018  | 2019  | 2020  | 2021  |       |       |
| ↘2437 | ↘2403 | ↘2358 | ↘2309 | ↘2276 |       |       |